# Lijst van nummer 1-hits in Frankrijk in 2020
Deze hits stonden in 2020 op nummer 1 in de SNEP Single Top 200, de bekendste hitlijst in Frankrijk.
| Datum        | Artiest                                                        | Titel              |
| ------------ | -------------------------------------------------------------- | ------------------ |
| 3 januari    | Gradur & Heuss l'Enfoiré                                       | Ne reviens pas     |
| 10 januari   | Gradur & Heuss l'Enfoiré                                       | Ne reviens pas     |
| 17 januari   | Gradur & Heuss l'Enfoiré                                       | Ne reviens pas     |
| 24 januari   | Gambi & Heuss l'Enfoiré                                        | Dans l'espace      |
| 31 januari   | Gambi & Heuss l'Enfoiré                                        | Dans l'espace      |
| 7 februari   | Gambi & Heuss l'Enfoiré                                        | Dans l'espace      |
| 14 februari  | Gradur & Heuss l'Enfoiré                                       | Ne reviens pas     |
| 21 februari  | The Weeknd                                                     | Blinding Lights    |
| 28 februari  | Naps & Ninho                                                   | 6.3                |
| 6 maart      | Naps & Ninho                                                   | 6.3                |
| 13 maart     | Ninho                                                          | Lettre à une femme |
| 20 maart     | Ninho                                                          | Lettre à une femme |
| 27 maart     | Ninho                                                          | Lettre à une femme |
| 3 april      | Ninho                                                          | Lettre à une femme |
| 10 april     | Ninho                                                          | Lettre à une femme |
| 17 april     | Ninho                                                          | Lettre à une femme |
| 24 april     | The Weeknd                                                     | Blinding Lights    |
| 1 mei        | The Weeknd                                                     | Blinding Lights    |
| 8 mei        | The Weeknd                                                     | Blinding Lights    |
| 15 mei       | Booba & Zed                                                    | Jauné              |
| 22 mei       | Booba & Zed                                                    | Jauné              |
| 29 mei       | Hatik                                                          | Angela             |
| 5 juni       | Hatik                                                          | Angela             |
| 12 juni      | Bosh                                                           | Djomb              |
| 19 juni      | Bosh                                                           | Djomb              |
| 26 juni      | Bosh                                                           | Djomb              |
| 3 juli       | Bosh                                                           | Djomb              |
| 10 juli      | Bosh                                                           | Djomb              |
| 17 juli      | Dadju & Ninho                                                  | Grand bain         |
| 24 juli      | Aya Nakamura                                                   | Jolie nana         |
| 31 juli      | Aya Nakamura                                                   | Jolie nana         |
| 7 augustus   | Aya Nakamura                                                   | Jolie nana         |
| 14 augustus  | Aya Nakamura                                                   | Jolie nana         |
| 21 augustus  | Jul & SCH & Naps & Kofs & Elams & Solda & Houari & Soso Maness | Bande organisée    |
| 28 augustus  | Jul & SCH & Naps & Kofs & Elams & Solda & Houari & Soso Maness | Bande organisée    |
| 4 september  | Jul & SCH & Naps & Kofs & Elams & Solda & Houari & Soso Maness | Bande organisée    |
| 11 september | Jul & SCH & Naps & Kofs & Elams & Solda & Houari & Soso Maness | Bande organisée    |
| 18 september | Jul & SCH & Naps & Kofs & Elams & Solda & Houari & Soso Maness | Bande organisée    |
| 25 september | Jul & SCH & Naps & Kofs & Elams & Solda & Houari & Soso Maness | Bande organisée    |
| 2 oktober    | Jul & SCH & Naps & Kofs & Elams & Solda & Houari & Soso Maness | Bande organisée    |
| 9 oktober    | Jul & SCH & Naps & Kofs & Elams & Solda & Houari & Soso Maness | Bande organisée    |
| 16 oktober   | Jul & SCH & Naps & Kofs & Elams & Solda & Houari & Soso Maness | Bande organisée    |
| 23 oktober   | Jul & SCH & Naps & Kofs & Elams & Solda & Houari & Soso Maness | Bande organisée    |
| 30 oktober   | Jul & SCH & Naps & Kofs & Elams & Solda & Houari & Soso Maness | Bande organisée    |
| 6 november   | Booba                                                          | 5G                 |
| 13 november  | Aya Nakamura ft. Stormzy                                       | Plus jamais        |
| 20 november  | Zola ft. SCH                                                   | 9 1 1 3            |
| 27 november  | Dinos ft. Nekfeu                                               | Moins un           |
| 4 december   | Angèle & Dua Lipa                                              | Fever              |
| 11 december  | Jul & Sch                                                      | Dor et de platine  |
| 18 december  | Jul & Sch                                                      | Dor et de platine  |
| 25 december  | Jul & Sch                                                      | Dor et de platine  |